# Famoe

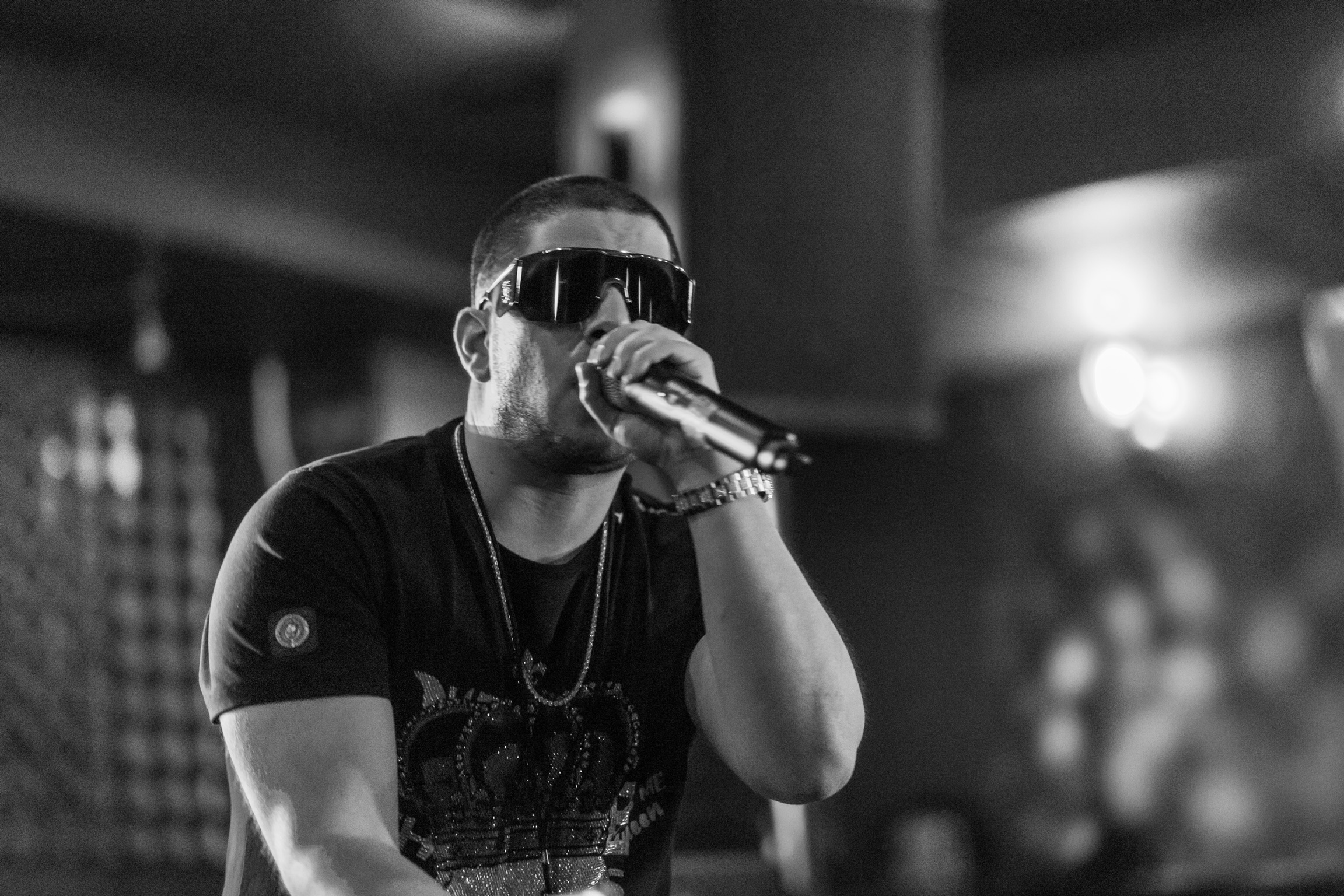
Famoe

Famoe, bürgerlich Fabiano Docimo, (* 28. März 1987 in Göppingen) ist ein englischsprachiger Rapper italienischer Abstammung. Er wurde für den Official Mixtape Award 2012 in London nominiert. Er ist Inhaber von „Rap & Rhymes Records“.

## Biografie
2001 begleitete Famoe seine Tanzlehrerin zu einem MTV Musikvideo Clipcontest und erreichte die Finalrunde. Anschließend nahm er an einer Talentwettbewerbsreihe mit einer Cover-Performance von „Nelly – #1“ teil.
2002 war er in Rignano Garganico/Foggia Teilnehmer eines Rap-Wettbewerbs. Kurze Zeit später arbeitete er mit David Michael Johnson (Starlight Express) und Andrew Hunt (Westside Story) an seiner Bühnenpräsenz.
2003 gründete Famoe sein eigenes Musiklabel „Rap & Rhymes Records“ und lernte seinen späteren Freund Nino kennen, einen früheren Hobby-Remixer. Im gleichen Jahr nahm er mit Nino seine erste EP „Dancing in my Block“ auf und die erste Single „This Life“.
2006 erschien das Debüt-Album „The Italian Stallion“ unter seinem alten Künstlernamen Fantastical, das in einer Auflage von tausend CDs erschien und aus Fantastical wurde Famoe, abgeleitet von seinem Namen Fabiano Montesano.
Im Jahre 2009 war das Albumkonzept „Xplicit!“ für die Umsetzung fertiggestellt, das Auftreiben der Mittel für die Produktion erwies sich jedoch als schwierig. Schließlich flog er nach Boston/USA zu „Surefire Music Group“ und nahm ein komplettes Album auf, u. a. mit Künstlern wie „Hot Rod & Spider Loc“ von 50 Cent seinem G-Unit Team, Darnell von der R&B Gruppe Shai, Scola von Dru Hill, Serius Jones, und dem Sieger von der Making the Band 4 Staffel Donnie Klang, der zu dieser Zeit noch bei Bad Boy Records/P.Diddy unter Vertrag war. Anschließend nahm er zwei Musikvideos auf: „Actin like this“ und „On and On“. Anschließend veröffentlichte Famoe noch ein Mixtape Y'all we gon' Beat Hosted by DJ Woogie.
2010 trennte sich Famoe im Streit von seinem Manager. Während einer Clubtour durch Deutschland entstand eine Dance-Produktion mit Stephan Endemann „Steve Modana – To The Top“ an der Famoe an den Rap-Vocals beteiligt war, die in verschiedenen Compilations u. a. bei Club Sounds Vol. 58 von Sony Music oder Future Trance Vol. 53 Wochenlang international in den Charts mit einer #1 und jeglichen Top-5- und Top-10-Platzierungen vertreten war. Im April 2010 unterschrieb Famoe einen Managementvertrag mit Ian Cooke & Manny Elias, und sein Label „Rap & Rhymes Records“ fusionierte in England mit „Roksolid Ent.“ zu „Rap & Rhymes Records Ltd.“.
Im April 2011 erschien die erste Veröffentlichung über „Rap & Rhymes Records Ltd.“ Famoe – „Past, Present, Future“.In der gleichen Zeit hatte Famoe in Deutschland, in den USA, in England und Italien diverse Auftritte und baute sich eine Fangemeinde auf.
2012 arbeitete Famoe an einem kostenfreien Mixtape, musste aber wegen schwerer Erkrankungen seine musikalische Musikprojekte zunächst ruhen lassen. Nach seiner Genesungsphase arbeitete Famoe an seinem Mixtape „Road 2 Success“, das er am 11. Mai veröffentlichte.
2013 wurde Famoe für die Official Mixtape Awards in London für das Mixtape „Road 2 Success“ für das Beste Overall Mixtape 2012 nominiert. Die Votings endeten am 20. März 2013.
Nach der Single im Jahr 2014 mit Rapper Kurupt (Dogg Pound Gang) „On my Side“ beendete Famoe mit Roksolid Ent. die gemeinsame Zusammenarbeit, da man sich an die Förderung des Künstlers nicht wie vereinbart gehalten hatte.
2015 erschuf Famoe die 16Bars Rap-Blog-Serie, die immer wieder mit einer Strophe und einem kurzen Musikvideo vertreten ist, um nicht komplett von der Bildfläche zu verschwinden. Ende 2015 veröffentlichte Famoe dazu das Mixtape „Famoe's 16Bars Rapblog Vol.1“.
Am 5. August 2016 veröffentlichte Famoe sein letztes Studioalbum „Lifetime – The Lost Tapes“ und sprang auf iTunes der Top 100 Album Charts auf Platz 48. Im Anschluss arbeitete Famoe in London mit Hot Money Studios an seinem langersehnten Studioalbum „Paradigm“ unter anderem mit Künstlern wie TQ, Big Brovaz und anderen, jedoch wurde das Projekt bis auf weiteres stillgelegt.
Im Juli 2018 unterschrieb Famoe bei Kingsize Records GmbH einen Vertrag mit Alex Christensen und veröffentlichte mit ihm und in Zusammenarbeit mit Stephan Endemann am 3. August 2018 eine internationale Version zum Song Johnny Däpp von Lorenz Büffel mit dem Titel Good N8 vs Famoe – Like Jonny Däpp der auch auf Spotify den 11. Platz in den deutschen Viralen Charts erreichte. Die Debüt-Single im Dance Genre wurde über Kontor Records veröffentlicht und ist auch in der Summer Jam 2018 Compilation von Kontor Records vertreten die sowohl in Deutschland, Österreich als auch der Schweiz in den Compilation Charts landete. Anschließend wurde die Single am 17. August 2018 exklusiv über die Plattenfirma Quattro Music in Skandinavien lizenziert und veröffentlicht. Am 22. August 2018 ist die Single erstmals in den offiziellen DJ-Dance Charts in Dänemark von 0 auf Platz 37 gelandet. In der Kalenderwoche 35 hat die Single den direkten Charteinstieg der Internationalen DJ-Charts auf Platz 25 geschafft.
Famoe veröffentlichte 2021 mit Adam Lawson für das Graphic Novel The Kill Journal einen offiziellen Soundtrack. Daraufhin folgte ein Motion Picture Soundtrack "What I've been through" das für einen Independent Film in Ghana von Losu Godfidence und FlyAway Promotions "War from the Archives" mit Hauptdarsteller "Hasaan Rasheed" produziert wurde. Dieser Song hat sowohl im Richmond International Film Festival 2022 (RIFF) als auch in mehreren Festivals auf der Welt Award Auszeichnungen als Bester Soundtrack / Best Film Score / Best Song gewonnen. Zur gleichen Zeit arbeitete Famoe auch mit Socal Records (Los Angeles) an mehreren Dance Produktionen in Zusammenarbeit mit DJ Lynx. 
Im August 2022 wurde in Verbindung mit dem Comic Herausgeber Gifted Rebels in Kollaboration mit Wesley Snipes bestätigt, das Famoe zuständig für das Official Graphic Novel Soundtrack von "The Exiled" ist. 

## Diskografie
| Diskografie |
| --- |
| EPs - 2003: Dancing in my Block – Label: Rap & Rhymes Records - 2005: Still Coming – Label: Rap & Rhymes Records - 2012: To The Top – Remixes – Label: Big Blind Music - 2018: Good N8 vs Famoe – Like Jonny Däpp – Label: Kontor Records GmbH |
| Studioalben - 2006: The Italian Stallion – Label: Rap & Rhymes Records - 2009: Xplicit – Label: Rap & Rhymes Records - 2011: Past,Present,Future – Label: Rap & Rhymes Records - 2016: Lifetime - The Lost Tapes – Label: Rap & Rhymes Records |
| Mixtapes - 2007: Irreplaceable – Label: Rap & Rhymes Records - 2009: Y'all we gon Beat Hosted by DJ Woogie – Label: Rap & Rhymes Records - 2012: Road 2 Success – Label: Rap & Rhymes Records - 2015: Famoe's 16Bars Vol.I – Label: Rap & Rhymes Records |
| Kompilationen - 2003: Corner Sampler #3 – Label: Corner Magazin – Song #8 – Famoe – Back In The Days (Prod. by Juh-Dee) - 2010: Hardbass Chapter Vol. 20 – Label: Polystar / Universal Music – Disc 1 – Song #14 – Steve Modana – To The Top (Giorno Remix) - 2010: Future Trance Vol. 53 – Label: Polystar / Universal Music – Disc 1 – Song #20 – Steve Modana – To The Top (Giorno Remix Edit) - 2010: Mega House Party – Label: Dance Street (Zyx) – Song #9 – Steve Modana – To The Top - 2011: 100 Dance Club Hits – Vol. 2 – Label: Zoopreme – Song #40 – Steve Modana – To The Top - 2011: DJ Network Vol. 46 – Label: Smd Tunnel / Sony Music – Disc 1 – Song #9 – Steve Modana – To The Top (Giorno Remix) - 2011: Sunshine Live – House 2011 – Label: Zyx Music – Disc 2 – Song #12 – Steve Modana – To The Top (Short Mix) - 2011:Диск Супер Хитов 2011 (Russland) – Label: ООО Фирма Грамзаписи Никитин – Song #12 – Steve Modana – To The Top feat. Famoe - 2011: Club House Vol. 58 – Label: Sony Music – Disc 3 – Song #14 – Steve Modana – To The Top - 2013: G!mixed – Best of – Label: High Five Records – Song #28 – Steve Modana – To The Top - 2013: Festival Summer Anthems – Label: Planet Punk Music – Song #33 – Steve Modana – To The Top feat. Famoe - 2013: We Are House – Label: Kontor New Media Special Marketing GmbH – Song #15 – Steve Modana – To The Top - 2015: High 5 – Best of G! 2010–2015 – Label: Planet Punk Music – Song #44 – Steve Modana – To The Top - 2018: Summer Jam 2018 – Label: Kontor Records GmbH – Song #18 – Good N8 Vs. Famoe – Like Jonny Däpp - 2018: Impreska Vol. 33 (Polen)- Label: Magic Records / Universal Music Polska – Song #12 – Good N8 Vs. Famoe – Like Jonny Däpp |
| Singles - 2008: This Life – Label: Rap & Rhymes Records - 2009: On and On feat. Makio – Label: Rap & Rhymes Records - 2009: Actin like this feat. Amandi Music – Label: Rap & Rhymes Records - 2009: Get Together feat. Darnell – Label: Rap & Rhymes Records - 2010: Steve Modana – To the Top – Label: Big Blind Music / Planet Punk Music - 2011: We Should Leave feat. Donnie Klang – Label: Rap & Rhymes Records - 2012: I found Myself – Label: Rap & Rhymes Records - 2014: On My Side feat. Kurupt – Label: Rap & Rhymes Records - 2016: Lifetime – Label: Rap & Rhymes Records - 2018: Good N8 vs Famoe – Like Jonny Däpp – Label: Kontor Records GmbH - 2020: I'm a King – Label: Rap & Rhymes Records - 2021: Kill Journal (Official Graphic Novel Soundtrack) – Label: Rap & Rhymes Records - 2021: Lynx vs Famoe – It's Ya Boy – Label: Socal Records - 2022: Lynx vs Famoe – Kept in the Dark – Label: Socal Records - 2022: What I've been through (Official Soundtrack) – Label: Rap & Rhymes Records - 2022: Masterpiece feat. Big Brovaz – Label: Rap & Rhymes Records - 2022: Blessed – Label: Rap & Rhymes Records - 2022: The Exiled (Official Graphic Novel Soundtrack) – Label: Rap & Rhymes Records |

## Auszeichnungen und Nominierungen
| Jahr | Ergebnis  | Kategorie                                                  | Werke                  | Award                                |
| ---- | --------- | ---------------------------------------------------------- | ---------------------- | ------------------------------------ |
| 2012 | Nominiert | Best Overall Mixtape                                       | Road 2 Success         | Official Mixtape Awards              |
| 2022 | Gewonnen  | Merit Award for Excellence in Business & Music Performance | Show Performance       | Richmond International Film Festival |
| 2022 | Gewonnen  | Best Score Film - Best Soundtrack Award                    | What I've been through | World Film Carnival                  |
| 2022 | Gewonnen  | Best Song - Bronze Award                                   | What I've been through | Global Music Award                   |